# یانه بیدونگا
یانه بیدونگا (انگلیسی: Yanne Bidonga؛ زادهٔ ۲ مارس ۱۹۷۹) بازیکن فوتبال اهل گابن بود.
وی همچنین در تیم ملی فوتبال گابن بازی کرده است.